# خوان کارلوس منگوز
خوان کارلوس منگوز (انگلیسی: Juan Carlos Menseguez؛ زادهٔ ۱۸ فوریهٔ ۱۹۸۴) بازیکن فوتبال اهل آرژانتین است.
از باشگاه‌هایی که در آن بازی کرده‌است می‌توان به باشگاه فوتبال ریور پلاته، باشگاه فوتبال وولفسبورگ، باشگاه ورزشی سن لورنسو آلماگرو، باشگاه فوتبال وست برومویچ آلبیون، و باشگاه فوتبال آرژانتینوس جونیورز اشاره کرد.